# Miss 2059
Miss 2059 est une série télévisée de comédie de science-fiction américaine en vingt-quatre épisodes de 10 minutes diffusés entre le 21 juin 2016 et le 18 janvier 2018 sur le réseau go90.
Cette série est inédite dans tous les pays francophones.

## Fiche technique
Sauf indication contraire, les informations mentionnées dans cette section peuvent être confirmées par la base de données cinématographiques IMDb,  présente dans la section « Liens externes ».
- Titre original : Miss 2059
- Réalisation : Oren Kaplan, Anna Akana et Maggie Levin
- Scénario : Anna Akana, Aaron Brownstein, Simon Ganz, Dylan Meyer, Jewel McPherson, Maggie Levin, Allison Schroeder, Maxwell Kessler, Yale Hannon, Sandeep Parikh, Megan Rosati et Allison Raskin
- Photographie : Jan-Michael Losada
- Musique : Andrew Johnson et Russell Henson
- Casting : Gina Gallego, Lisa Bourne et Neely Gurman
- Montage : Thom Newell, Alex Wills et Derek Desmond
- Décors : Adrienne Garcia
- Costumes : Jennifer Newman
- Production : Nick Rufca et Maura Anderson
  - Producteur délégué : Anna Akana, Aaron Brownstein, Simon Ganz, Kathleen Grace et Melissa Schneider
  - Superviseur de la production : Kate Grady et Michael Potts
  - Producteur exécutif : Jo Henriquez
  - Coproducteur : Sandeep Parikh
- Sociétés de production : New Form Digital et Alpha Studios
- Société de distribution : go90
- Chaîne d'origine : go90
- Pays d'origine :  États-Unis
- Langue originale : anglais
- Genre : Comédie de science-fiction
- Durée : 10 minutes

## Distribution

### Acteurs principaux
- Anna Akana : Victoria Young
- Hartley Sawyer : Laheer
- Arden Cho : Arden Young
- Tina Casciani : Tri
- Nikki SooHoo : Arden Young
- Anna Lore : Daphnii

### Acteurs récurrents et invités
- Jasmine Batchelor : Endar
- Myko Olivier : Peyton
- Chantelle Barry : Tri
- Meghan McCarthy : Tiggle
- Kurt Carley : Monster
- Aina O'Kane : la gardienne
- Virginia Tucker : Inara
- Selah Joy : Arden jeune
- Beth Meadows : la marionnette de Tiggle
- Mark Poletti : le soldat du vortex
- Vanessa Marshall
- Ryan Nemeth : un gardien

## Épisodes

### Saison 1
1. Miss Earth
2. Beauty vs. The Beast
3. Friend Requests
4. Training Day
5. Fan Vote
6. The Voice
7. Survivor
8. Girls Night Out
9. Elimination Round
10. Let's Make a Deal
11. The Galaxy Is Yours
12. My Sister's Shadow

### Saison 2
1. Sup, Laidies
2. I Ship It
3. What Goes Around Comes Around
4. Eternal Sunshine of the Vortixed Mind
5. A Fistful of Frosting
6. A Very Small, Insignificant Wrinkle in Time
7. Tentalizing
8. To Die For
9. Dead Inside and Out
10. Confessions from Outer Space
11. Ain't No Party Like a Vortix Party
12. Heavy is the Crown